# 447年
| 千纪： | 1千纪                                                                                           |
| 世纪： | 4世纪 \| 5世纪 \| 6世纪                                                                         |
| 年代： | 410年代 \| 420年代 \| 430年代 \| 440年代 \| 450年代 \| 460年代 \| 470年代                       |
| 年份： | 442年 \| 443年 \| 444年 \| 445年 \| 446年 \| 447年 \| 448年 \| 449年 \| 450年 \| 451年 \| 452年 |
| 纪年： | 丁亥年（猪年）；北魏太平真君八年；南朝宋元嘉二十四年；高昌北凉承平五年                          |

## 大事记
- 胡誕世等人於豫章謀反，欲奉劉義康為主，被平定後文帝在江夏王劉義恭的建議下更欲將劉義康遷至廣州

## 逝世
- 沮渠牧犍，北涼末代君主。